# 1:1 ピクセルマッピング
1:1 ピクセルマッピング（いちたいいち ピクセルマッピング、英語: 1:1 pixel mapping）は、LCDモニターやプラズマディスプレイなど、ネイティブの固定ピクセルを備えたデバイスに適用できるビデオディスプレイ技術。
1:1ピクセルマッピングに設定されたモニターは、入力ソースをスケーリングせずに表示し、受信した各ピクセルがモニター上の単一のネイティブピクセルにマッピングされるようにする。
この手法は、スケーリングアーティファクトによるシャープネスの損失を回避し、通常は、ストレッチによる誤ったアスペクト比を回避する。
入力解像度がモニターのネイティブ解像度よりも低い場合、画像の周囲に黒い境界線が表示される（例：レターボックスまたはウィンドウボックス）。